# Eclipse solar del 23 de octubre de 2014

Animación del eclipse solar parcial del 23 de octubre de 2014.

El 23 de octubre de 2014 se produjo un eclipse solar parcial. Un eclipse solar ocurre cuando la Luna pasa entre la Tierra y el Sol, ocultando total o parcialmente la imagen de dicha estrella desde el punto de vista de un observador sobre el planeta. Los eclipses solares parciales ocurren cerca de las regiones polares de la Tierra cuando el centro de la sombra de la Luna no pasa directamente sobre la superficie de la Tierra.

## Visibilidad
El eclipse fue observado al momento de la salida del Sol en las regiones más orientales de Rusia (Chukotka y Kamchatka). La sombra de la Luna avanzó hacia el este sobre el estado americano de Alaska y sobre el Pacífico Norte. En seguida alcanzó la parte occidental de Canadá, Estados Unidos y casi la totalidad de México. El eclipse pudo observarse al ponerse el Sol en las provincias  canadienses de Ontario y Quebec, y en la parte oriental de los Estados Unidos, así como en la Península de Yucatán en México. 

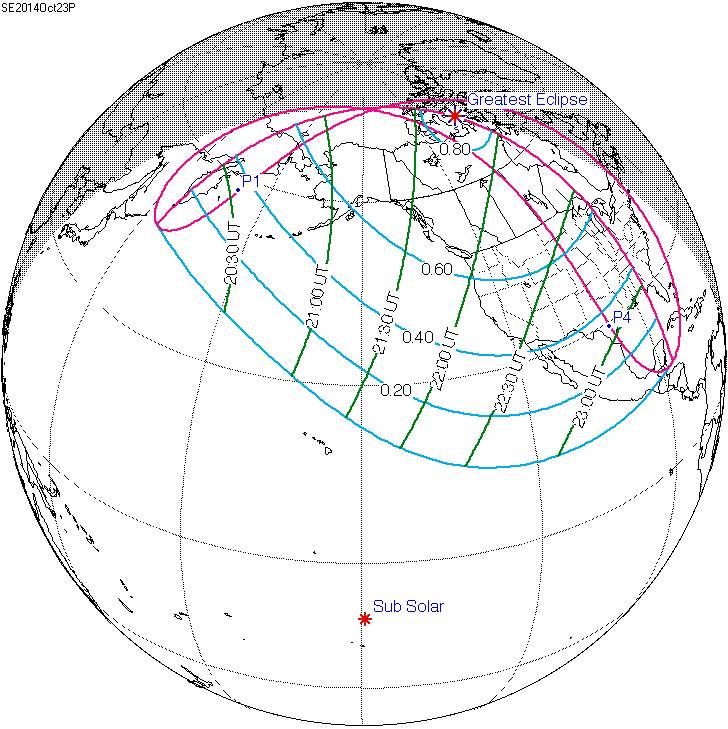
Mapa de la trayectoria del eclipse sobre la superficie de la Tierra.

El eclipse alcanzó su máxima magnitud (es decir, la mayor cantidad de superficie del disco solar cubierta por la Luna) a las 21:44:31 UTC en el territorio de Nunavut, Canadá. 
A continuación se muestran los tiempos de inicio, máximo y fin del eclipse en algunas ciudades. Los horarios se encuentran en hora local (considerando horarios de verano, donde corresponda).
| Ciudad           | Comienzo | Máximo         | Fin            |
| ---------------- | -------- | -------------- | -------------- |
| Anchorage        | 11:55    | 13:11          | 14:28          |
| Atlanta          | 18:00    | puesta del Sol | -              |
| Boston           | 17:47    | puesta del Sol | -              |
| Chicago          | 16:36    | 17:43          | puesta del Sol |
| Guadalajara      | 17:20    | 18:05          | 18:46          |
| Houston          | 16:59    | 17:58          | puesta del Sol |
| Los Ángeles      | 14:08    | 15:28          | 16:40          |
| Ciudad de México | 17:32    | 18:09          | 18:44          |
| Miami            | 18:27    | puesta del Sol | -              |
| Monterrey        | 17:05    | 18:01          | 18:51          |
| Montreal         | 17:38    | puesta del Sol | -              |
| Nueva York       | 17:49    | puesta del Sol | -              |

## Galería

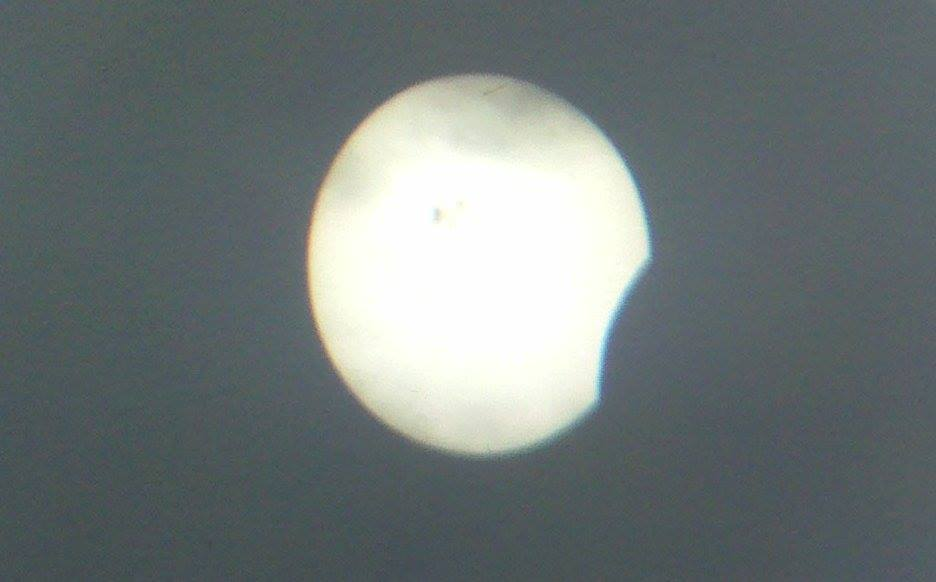
Fotografía del eclipse proyectado mediante prismáticos en Puebla, México
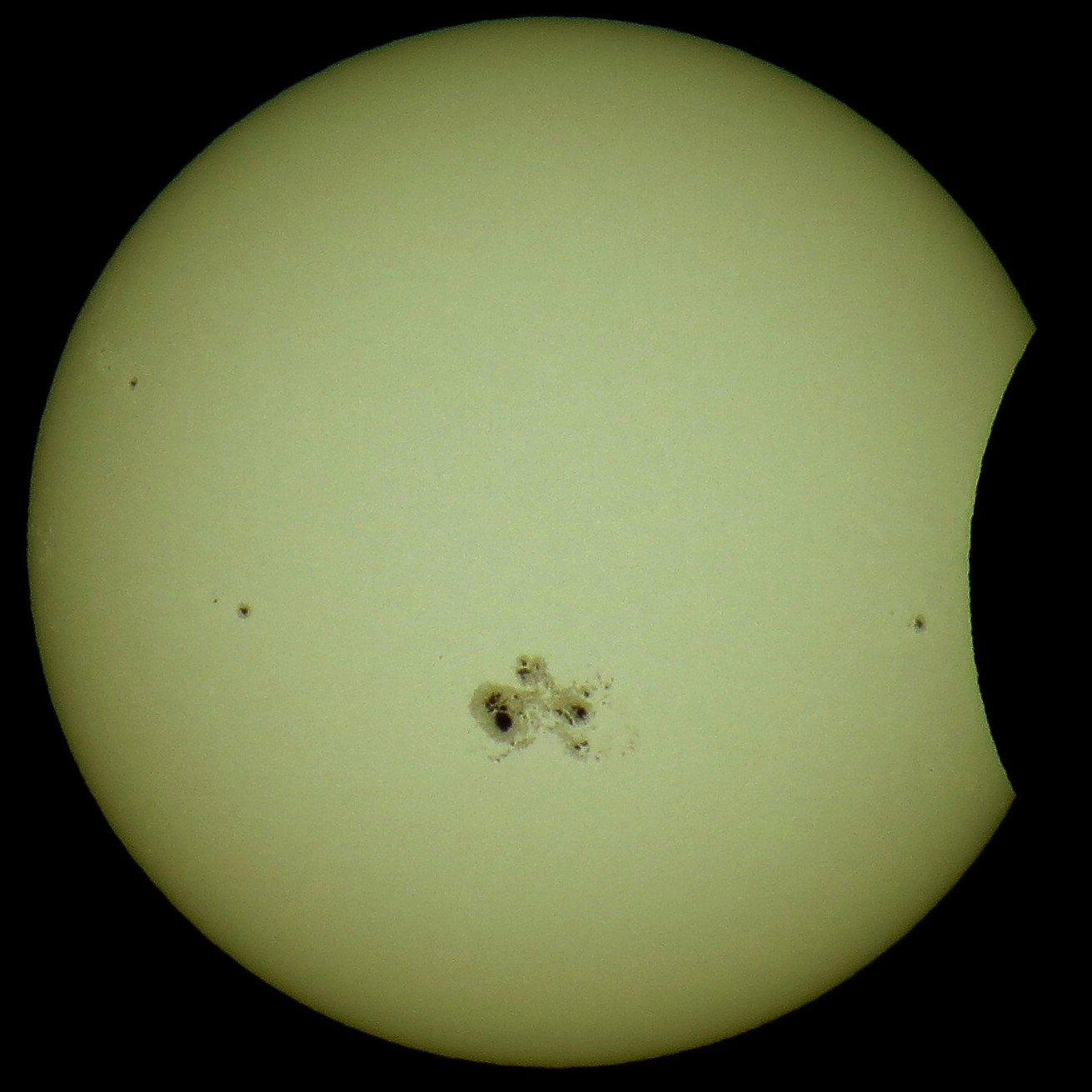
Minneapolis, Minnesota, a las 21:34 UTC., fue el más grande visto allí en 24 años.
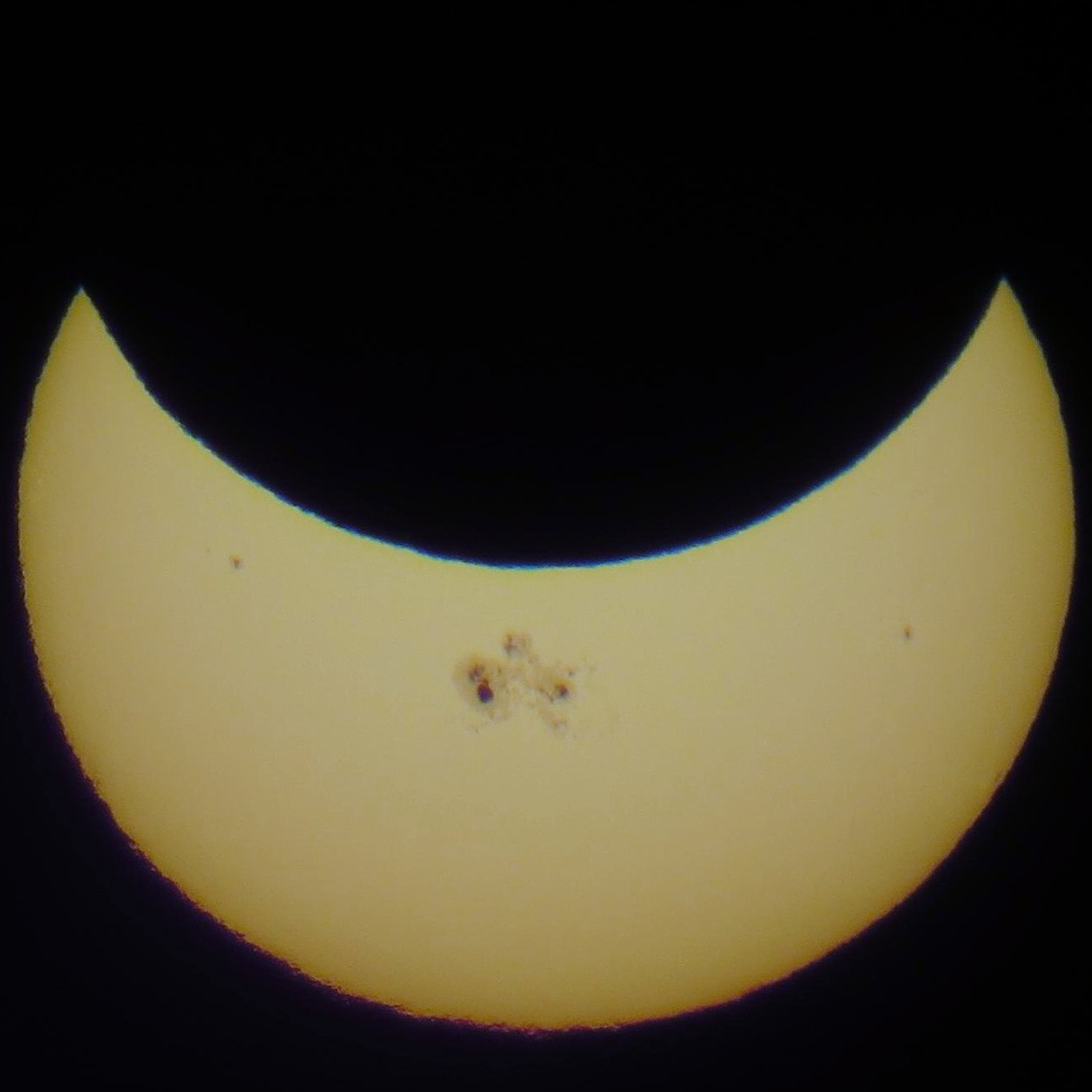
Minneapolis, Minnesota, 22:54 UTC, 11 minutos antes de la puesta del sol.
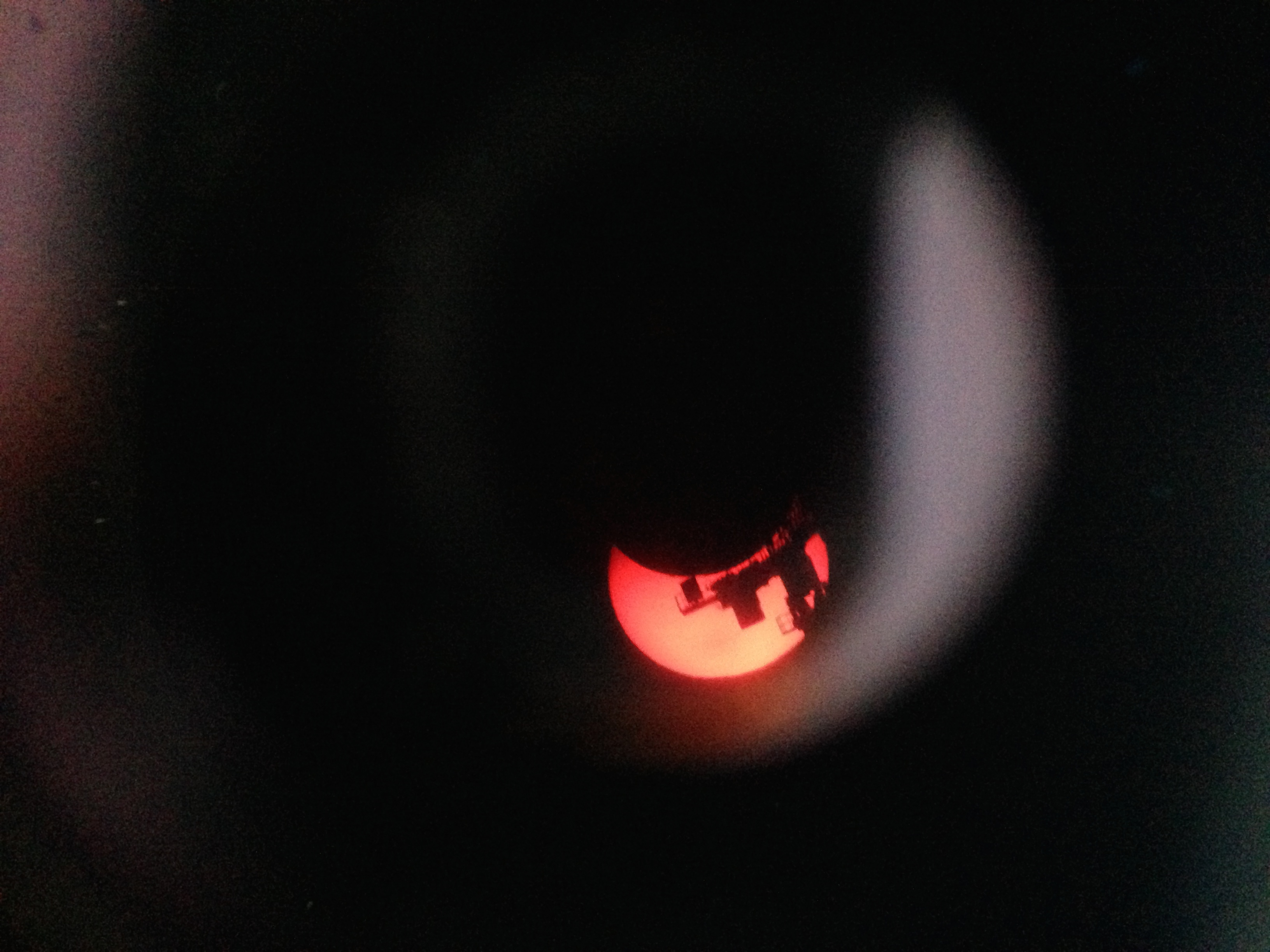
Eclipse solar parcial, Iowa City, Iowa, 22:55 UTC.
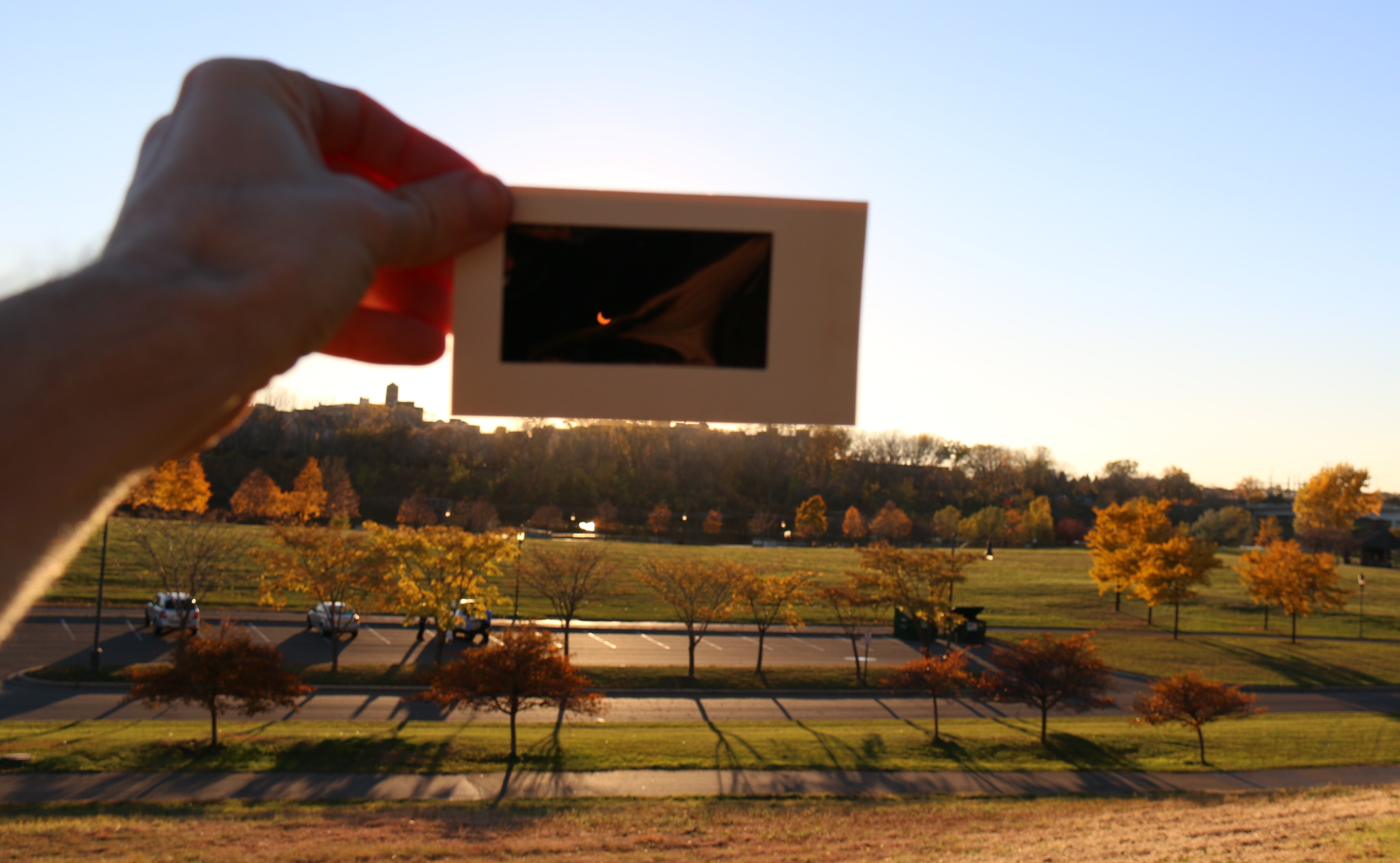
Minneapolis, Minnesota, 22:35 UTC, gran angular, 30 minutos antes de la puesta del sol.
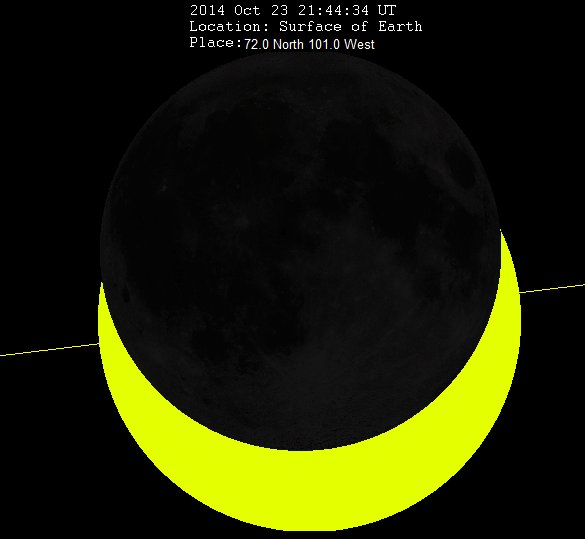
Simulación del punto mayor de parcialidad al atardecer.